# René Hiepen

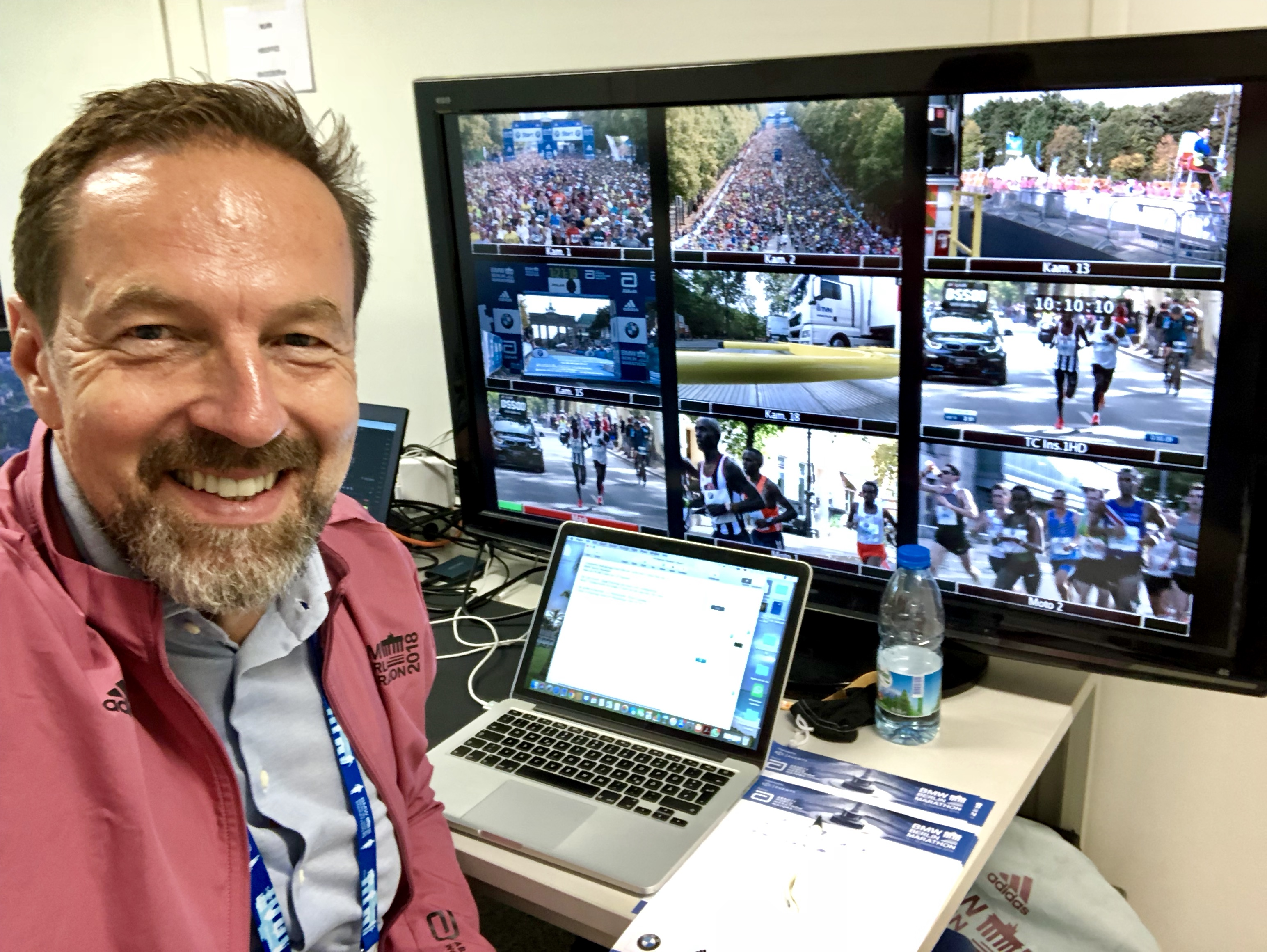

René Albert Hiepen (* 15. Mai 1966 in Wegberg) ist ein deutscher Produzent, Moderator und Reporter.

## Früher Werdegang
René Hiepen begann seine journalistische Laufbahn schon früh bei der Rheinischen Post in Mönchengladbach, für die er vor allem über Borussia Mönchengladbach berichtete. Als freier Mitarbeiter war er zudem für landesweite Radiosender wie Antenne Bayern tätig und sammelte als Live-Reporter erste Erfahrungen in der Fußball-Bundesliga und im Europapokal.

## Fernsehlaufbahn
Hiepen begann seine Fernsehkarriere bei RTL, Tele West und Premiere. Schon mit 27 Jahren kommentierte er Livespiele in der UEFA Champions League für RTL. Hiepen arbeitete insgesamt acht Jahre für den Pay-TV-Sender Premiere, unter anderem als Moderator bei Boxübertragungen. 1999 wechselte er zu tm3, das sich für vier Jahre die Exklusivrechte für die Champions League gesichert hatte. Allerdings veräußerte Rupert Murdoch die Rechte nach einem Jahr wieder und die Sportredaktion wurde aufgelöst. Hiepen wechselte daraufhin im Sommer 2000 zum ZDF, wo er bis Ende Oktober 2006 als Sportmoderator tätig war. In seiner Zeit beim ZDF war Hiepen unter anderem bei zwei Fußball-Weltmeisterschaften, so auch beim Finale der WM 2002, und drei Olympischen Spielen (2002, 2004 und 2006) als Moderator im Einsatz. Neben Johannes B. Kerner und Michael Steinbrecher war er fester Moderator bei Live-Fußballübertragungen im ZDF.
Für seine emotionale Live-Kommentierung des olympischen Hockey-Finales in Athen wurde er mehrfach ausgezeichnet. Darüber hinaus arbeitete er als Box-Kommentator und -Moderator und kommentierte unter anderem den Kampf zwischen Lennox Lewis und Vitali Klitschko am 21. Juni 2003. Im Winter präsentierte Hiepen als Moderator fünf Jahre lang mit Experte Armin Bittner alpine Ski-Wettbewerbe sowie Eisschnelllauf-Entscheidungen bei den Olympischen Winterspielen 2006 in Turin.
Als Reporter und Moderator begleitete er diverse Unterhaltungssendungen wie TV total mit Stefan Raab, Das große Prominenten-Turnen mit Johannes B. Kerner oder Die Cleversten mit Thomas Gottschalk. 
Nach der Fußball-WM 2006 beendete Hiepen seine Tätigkeit im ZDF, nachdem er bei einer Live-Boxsendung seinen Abschied aus persönlichen Gründen verkündete. Vorausgegangen war eine umfangreiche Berichterstattung u. a. in Boulevard-Medien, nach der Hiepen auf einer internen Firmenveranstaltung in eine körperliche Auseinandersetzung mit zwei Porsche-Managern verwickelt gewesen sein soll.
Seit 2010 ist Hiepen als verantwortlicher Produzent für die weltweite TV-Übertragung des Berlin-Marathons zuständig. Für n-tv kommentiert er zudem seit 2010 das Rennen an der Seite des ehemaligen Langstreckenläufers Martin Grüning. 2012 produzierte Hiepen eine 45-minütige Reportage, die die Veranstaltung hinter den Kulissen zeigt. Zudem organisiert er dort die zugunsten des RTL-Spendenmarathons laufende „Promi-Staffel“.
Ab 2020 war er als Berater für die Fernsehübertragungen der Special Olympics World Games Berlin 2023 tätig. Am 29. September 2024 kommentierte Hiepen zusammen mit Sabrina Mockenhaupt-Gregor die Live-Übertragung des 50. Berlin-Marathons bei RTL.

## Weitere Aktivitäten
Mit der powerplay medienholding AG 2009 produzierte Hiepen die Autobiographie Meine 15 Runden des Boxers Graciano Rocchigiani, sowie 2011 für den FC Bayern München die Vereinschronik 4 Sterne 111 Jahre.
2012 hatte Hiepen in Til Schweigers Kinofilm Schutzengel einen Kurzauftritt als News-Reporter. Zudem produzierte er für diesen Film die Helikopter-Aufnahmen von Berlin und zeichnete für die zahlreichen News-Sequenzen im Film verantwortlich.
2013 produzierte Hiepen mit der powerplay medienholding AG für Warner Bros. den Film Wembley – Football is coming hoam, die Geschichte vom Champions-League-Sieg des FC Bayern München.
Ebenfalls mit der powerplay medienholding AG und in Kooperation mit Fohlen.TV produzierte Hiepen 2015 den Film Die Elf vom Niederrhein – Auf, auf, auf in die Champions League, in welchem er den Weg von Borussia Mönchengladbach unter Lucien Favre vom Beinahe-Abstieg 2011 bis zur direkten Champions-League-Qualifikation 2015 nachzeichnet.
Im Sommer 2018 verantwortete Hiepen als Programmdirektor die „Europäische Meile“ am Berliner  Breitscheidplatz bei den Leichtathletik-Europameisterschaften 2018. Seit 2022 ist er als Creative Producer für Hiepen Media Production tätig.

## Sonstiges
Im Januar 1986 meldete sich Hiepen als 19-Jähriger freiwillig bei der französischen Fremdenlegion, aus der er im Juni desselben Jahres desertierte. Da Hiepen aufgrund des gegen ihn ausgestellten Haftbefehls bei einer Einreise nach Frankreich mit einer Gefängnisstrafe rechnen musste, vermied er noch Jahre später den Grenzübertritt.
Hiepen nahm an mehreren von Stefan Raab initiierten sportlichen Wettkämpfen, wie etwa der Wok-WM oder dem Stock-Car-Rennen, teil. Er ist darüber hinaus passionierter Marathonläufer und Golfer. Mit seiner Charity Run for Kids sammelte er mit seinem Laufengagement Spendengelder und unterstützte vor allem an Leukämie erkrankte Kinder.
Im Oktober 2006 gab Hiepen nach dem im ZDF live ausgestrahlten Boxkampf zwischen Alexander Dimitrenko und Gonzalo Omar Basilie seinen Rücktritt als ZDF-Moderator bekannt. Er vermisse den Rückhalt von Chefredakteur Nikolaus Brender, nachdem ihm vorgeworfen worden war, auf einer Feier in eine Prügelei verwickelt gewesen zu sein.

## Auszeichnungen
Für eine zweistündige Dokumentation über den Boxer Mike Tyson mit dem Titel Mein Leben – Der längste Fight wurde Hiepen mit dem Goldenen Kabel, einem deutschen TV-Innovationspreis, geehrt.
Im Jahr 2004 wurde er mit dem Herbert-Award für seine Live-Reportage vom Olympiasieg der deutschen Hockey-Damenmannschaft ausgezeichnet. Als Fußball-Live-Reporter holte er im gleichen Jahr den Preis in Silber. Für diesen Preis stimmten 5000 deutsche Spitzensportler über die Gewinner ab.
Im November 2013 wurde René Hiepen für die DVD-/BluRay-Produktion Mia san Champions mit dem darin enthaltenen Kinofilm über den FC Bayern München Wembley – Football is coming hoam mit dem Video Champion des Jahres 2013 ausgezeichnet.